# Michajłowo-Aleksandrowka
Michajłowo-Aleksandrowka (ros. Михайлово-Александровка) – wieś w Rosji, w obwodzie rostowskim, w rejonie czertkowskim. W 2010 liczyła 1606 mieszkańców.